# Semple Stadium
Semple Stadium (irl. Staid Semple) – irlandzki stadion piłkarski. Położony jest w mieście Thurles. Na co dzień gra tu zespół Tipperary GAA.